# Oliver Typewriter Company
The Oliver Typewriter Company (en español: La Compañía de Máquinas de Escribir Oliver) fue un fabricante americano de máquinas de escribir con sede en Chicago, Illinois. 
Las máquinas Oliver fueron consideradas las primeras de "impresión visible", lo que quería decir que el mecanógrafo podía ver el texto según lo escribía.
Aunque las Oliver fueron precedidas por las máquinas de escribir Daugherty que también eran de "impresión visible", las Oliver alcanzaron mayor fama por ser intensamente publicitadas para el uso en el hogar, sirviéndose de distribuidores locales y ventas a crédito.
Oliver produjo más de un millón de máquinas entre 1895 y 1928 y dio licencia para reproducir sus diseños a varias firmas internacionales.
La presión competitiva y los problemas financieros acabaron con la liquidación de la compañía en 1928. Los activos de la empresa fueron adquiridos por inversores que crearon The British Oliver Typewriter Company (La Compañía Británica de Máquinas de Escribir Oliver). Esta empresa fabricó y dio licencias para la reproducción de sus máquinas hasta su cierre a finales de los años 50. La última máquina Oliver fue fabricada en 1959. 

## Máquinas de escribir

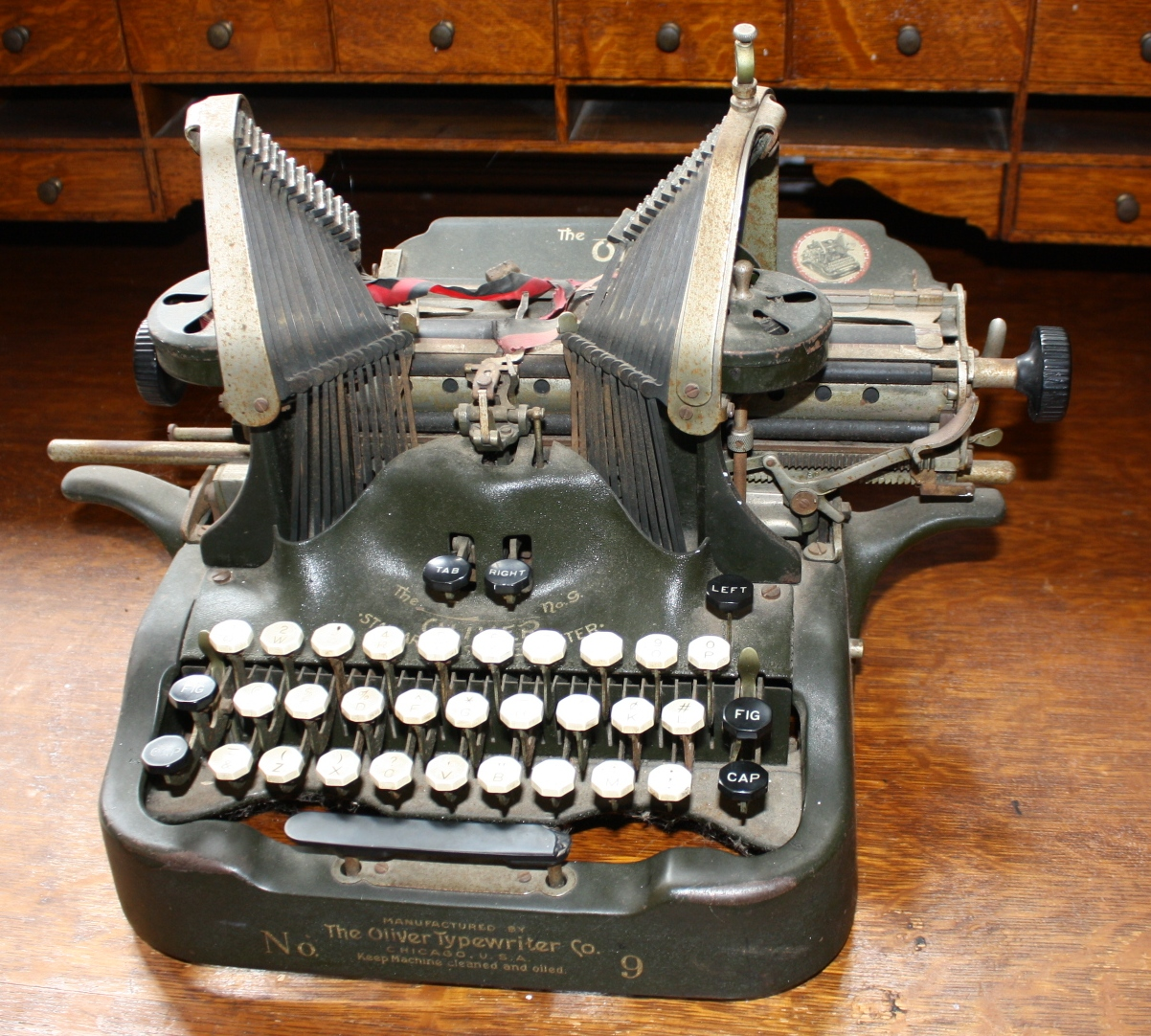
Una Oliver del Modelo 9

### Modelos
Los siguientes modelos fueron producidos en los Estados Unidos entre 1894 y 1928:
| Modelo    | Años de fabricación | Número de unidades | Notas                                                                                        |
| --------- | ------------------- | ------------------ | -------------------------------------------------------------------------------------------- |
| Nº 1      | 1894–1896           | 5.000              | Primer modelo; completamente chapado en níquel; "O" cerrada en el logo de la marca "Oliver". |
| Nº 1½     | 1896                | Desconocido        | Llamada no oficialmente Nº 2; chapado en níquel y con la "O" cerrada.                        |
| Nº 2      | 1896–1901           | 30.000             | Mejor alimentador de papel; con asas; con la "O" del logo abierta.                           |
| Nºs 3/4   | 1902–1907           | 148.000            | Tamaño más grande.                                                                           |
| Nºs 5/6   | 1907–1914           | 311.000            | Los logos de Oliver desaparecen de los costados, se le añade función de retroceso.           |
| Nºs 7/8   | 1914–1915           | 57.000             | La liberación del margen izquierdo se traslada a la derecha del teclado.                     |
| Nºs 9/10  | 1915–1922           | 449.000            | Teclas mayúsculas a izquierda y derecha del teclado.                                         |
| Nºs 11/12 | 1922–1928           | 35.000             | Último modelo producido en los Estados Unidos; se retiran las asas; color negro.             |

Con la excepción del modelo Nº 2, todos los modelos fueron fabricados con teclas adicionales para su venta en países que utilizan acentos al escribir. 

#### Reino Unido
Los siguientes modelos fueron producidos por la British Oliver Typewriter Company entre 1930 y 1942:
| Modelo              | Años de fabricación | Número de unidades | Notas                                                                          |
| ------------------- | ------------------- | ------------------ | ------------------------------------------------------------------------------ |
| Nº 11               | 1928–1931           | Desconocido        | Stock obtenido de la empresa americana y aquellos fabricados por la británica. |
| Nºs 15/16           | 1928–1947           | > 34.346           |                                                                                |
| Nº 20               | 1935–1950           | > 88.600           |                                                                                |
| Nº 21               | 1949-1959           | 33.129             |                                                                                |
| Portable (Portátil) | 1930–1959           | > 83.500           | Varios modelos portátiles fabricados como Types 1 a 5.                         |

#### Internacional
Los diseños de las máquinas de escribir Oliver tuvieron licencia para ser fabricados en varios países. Variantes del modelo Nº 3 fueron fabricados por The Linotype Company de Montreal y A. Greger & Co. de Viena. Los modelos fabricados bajo licencia fueron comercializados bajo diferentes nombres entre los que se incluyen "Courier" (Austria), "Fiver" (Alemania), "Stolzenberg" (Europa continental) y "Revilo" (Argentina). El licenciatario argentino usó la marca Revilo para evitar el pago de royalties por el uso de la marca Oliver, que ya había sido registrada anteriormente en Argentina.